# Claude Bowes-Lyon, 14. Earl of Strathmore and Kinghorne

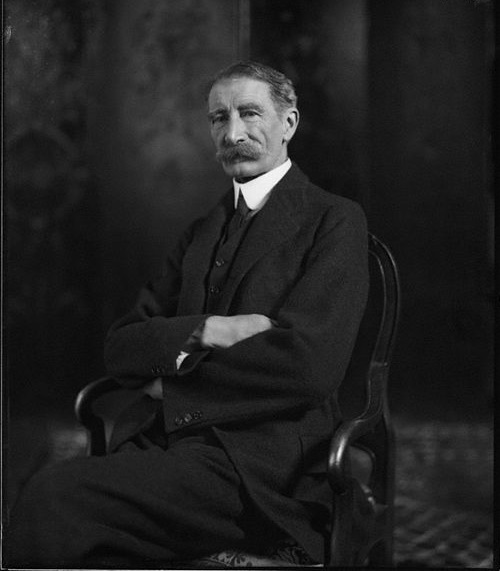
Claude George Bowes-Lyon, 14. Earl of Strathmore and Kinghorne

Claude George Bowes-Lyon, 14. Earl of Strathmore and Kinghorne KG, KT, GCVO (* 14. März 1855 in Chelsea; † 7. November 1944 auf Glamis Castle) war ein schottischer Adliger und Großvater der Königin Elisabeth II.

## Leben
Claude George Bowes-Lyon war der älteste Sohn des Claude Bowes-Lyon, 13. Earl of Strathmore and Kinghorne, aus dessen Ehe mit Frances Dora Smith. Als Heir apparent seines Vaters führte er seit 1865 den Höflichkeitstitel Lord Glamis. Von 1869 bis 1872 wurde er am Eton College ausgebildet. Danach wurde er Offizier der 2nd Life Guards.
Beim Tod seines Vaters erbte er 1904 dessen schottische Adelstitel als 14. Earl of Strathmore and Kinghorne, 21. Lord Glamis, 14. Lord Lyon and Glamis, sowie den britischen Adelstitel als 2. Baron Bowes of Streatlam Castle. Aufgrund des britischen Titels wurde er Mitglied des House of Lords.
Ab 1904 war Bowes-Lyon Lord Lieutenant von Angus, er verzichtete 1936 allerdings auf das Amt, als seine Tochter Queen Consort wurde. Im Zweiten Weltkrieg stellte er das Stammschloss Glamis Castle (die angeblich älteste bewohnte Residenz Großbritanniens) als Lazarett zur Verfügung. Als Verwalter seines Gutes war er sehr am Wohlstand seiner Pächter interessiert. Forstwirtschaftlich machte er sich um den Anbau der Lärche verdient. Er war Mitglied der Territorial Army und Honorary Colonel eines Bataillons der Black Watch.
1937 wurde ihm der Titel eines Earl of Strathmore and Kinghorne nochmals verliehen, nunmehr allerdings in der Peerage of the United Kingdom. Er führte deshalb seitdem die Titel 14. und 1. Earl of Strathmore and Kinghorne.
Der Earl, der seiner Familie sehr nahestand, wird als zurückhaltend und warmherzig beschrieben. Er heiratete am 16. Juli 1881 Cecilia Cavendish-Bentinck (1862–1938), eine Tochter von Rev. Charles William Frederick Cavendish-Bentinck, mit der er zehn Kinder hatte:
- Lady Violet Hyacinth Bowes-Lyon (1882–1893);
- Lady Mary Frances Bowes-Lyon DCVO (1883–1961), ⚭ 1910 Sidney Buller-Fullerton-Elphinstone, 16. Lord Elphinstone;
- Patrick Bowes-Lyon, 15. Earl of Strathmore and Kinghorne (1884–1949), ⚭ 1908 Lady Dorothy Beatrice Godolphin Osborne, Tochter des George Osborne, 10. Duke of Leeds;
- Hon. John Herbert Bowes-Lyon (1886–1930), ⚭ 1914 Hon. Fenella Hepburn-Stuart-Forbes-Trefusis, Tochter des Charles Hepburn-Stuart-Forbes-Trefusis, 21. Baron Clinton;
- Hon. Alexander Francis Bowes-Lyon (1887–1911);
- Hon. Fergus Bowes-Lyon (1889–1915), gefallen, ⚭ 1914 Lady Christian Norah Dawson-Damer, Tochter des Lionel Dawson-Damer, 5. Earl of Portarlington;
- Lady Rose Constance Bowes-Lyon GCVO CStJ (1890–1967), ⚭ 1916 William Leveson-Gower, 4. Earl Granville;
- Hon. Michael Claude Hamilton Bowes-Lyon (1893–1953), ⚭ 1928 Elizabeth Margaret Cator;
- Lady Elizabeth Angela Marguerite Bowes-Lyon (1900–2002), ⚭ 1923 Prinz Albert, Duke of York, ab 1936 als Georg VI. König;
- Hon. Sir David Bowes-Lyon KCVO (1902–1961), ⚭ 1929 Rachel Pauline Spender Clay.